# Marc de Molènes
Marc de Molènes, né le 5 septembre 1896 à Paris 9e et mort le 24 septembre 1934 à Paris 16e, est un avocat et un homme politique français.

## Biographie
Fils d'un conseiller général et maire conservateur de la Dordogne, il participe, à 18 ans, aux combats de la Première Guerre mondiale. Après ses études de droit, il accède aux très prestigieuses fonctions de secrétaire de la Conférence des avocats du Barreau de Paris. Devenu avocat, il est également responsable des pages judiciaires du quotidien Le Temps.
Membre du Parti socialiste français, petite scission réformiste de la Section française de l'Internationale ouvrière, il entre en politique en devenant, comme le fut son père, conseiller général de la Dordogne. 
En 1932, il se présente aux élections législatives dans la deuxième circonscription de Périgueux et bat le candidat sortant Clément Cazaud, radical indépendant. Parlementaire actif, il est élu secrétaire de la Chambre des députés à deux reprises avant de mourir prématurément de maladie, à l'âge de 38 ans.